# قلعه کاتسورائو
قلعه کاتسورائو (به ژاپنی: 葛尾城, Katsurao-jō)، یک قلعه ژاپنی است که در دوره سنگوکو در ولایت شینانو و امروزه در ساکاکی، ناگانو، استان ناگانو قرار دارد.